# Kaas (Adelsgeschlecht)

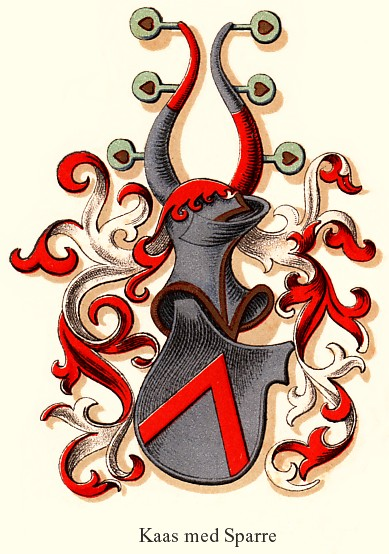
Wappen der Sparre-Kaas

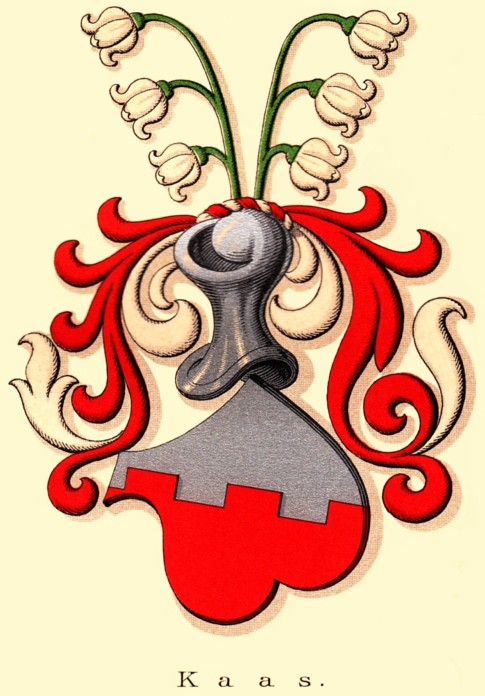
Wappen der Mur-Kaas

Kaas ist der Name zweier stammverwandter skandinavischer Adelsgeschlechter, die zum dänischen Uradel zählten und im dänischen Reichsrat vertreten waren. Angehörige bekleideten ab dem 17. Jahrhundert hohe Ämter und Stellungen in der dänischen Marine und Armee. Die ältere Linie nannte sich zur Unterscheidung nach ihrem Wappen Sparre-Kaas (Sparren-Kaas), die jüngere Mur-Kaas (Mauer-Kaas). Letzterer Familie entstammten der norwegische Zweig Munthe-Kaas und der deutsche und ungarische Zweig der Freiherren von Kaas.

## Geschichte

### Sparre-Kaas
Die Ursprünge der zum dänischen Uradel zählenden Familie sollen in Limfjord auf der Halbinsel Jütland liegen. Die gesicherte Stammreihe beginnt mit dem Ritter Niels Kaas († vor 1314). Erik Kaas amtierte von 1590 bis zu seinem Tode 1620 als Bischof von Wiborg. Niels Kaas (1535–1594) war Erbsasse von Tarup und bekleidete die Ämter des dänischen Reichsrates und Kanzlers. Die Familie erlosch im Mannesstamm mit dem dänischen Rittmeister Christian Frederik Kaas (1714–1799), anderen Angaben zufolge mit dem Offizier Otto Ditlev Kaas (1719–1778). Ein Postmeister Kaas in Haynau bei Goldberg sowie ein Kommissar Kaas in Breslau wurden Mitte des 19. Jahrhunderts mit identischen Wappen in den preußischen Adelsstand erhoben. Eine Verbindung zu der dänischen Familie Sparre-Kaas ist nicht anzunehmen.

### Mur-Kaas
Thomas Jensen († um 1510) begründete durch seine Heirat mit Jensdatter Kås die jüngere Familie Mur-Kaas. Er erhielt das Recht für sich und seine Nachkommen den Namen Kaas zu tragen und erbte nach dem Tode seiner Frau das Gut Kås auf der Insel Salling, das ihm 1460 vom dänischen König bestätigt wurde. Zeitweise gehörte im auch das Gut Sostrup. Die Mur-Kaas sind wappen- und ggf. auch stammverwandt mit dem holsteinischen und mecklenburgischen Uradelsgeschlecht Reventlow. Die Linie setzte der Oberst Jørgen Kaas (1618–1658) fort. Sein Sohn Hans Kaas (1640–1700) bekleidete das Amt des Gouverneurs von Christiania und Trondheim. Ende des 18. Jahrhunderts waren Frederik Christian Kaas (1725–1803) dänischer Admiral und sein Namensvetter (1727–1804) Vize-Admiral und Deputierter im Admiralskollegium. 
Der Goldschmied in Oslo Ahasverus Kaas (1791–1859), Nachkomme des Johann Hartvig Kaas (1695–1759), begründete den norwegischen Zweig Munthe-Kaas. Der Genealoge Henrik Jørgen Huitfeldt (1834–1905) nahm den Namenszusatz Kaas an, nachdem er 1881 das Kaasenlunder Fideikommiss, das 116.000 Dänische Kronen betrug und den Ersatz für das Stammhaus Kaasenlund auf Fünen, das 1803 verkauft worden war, darstellte, geerbt hatte. Er war ein Nachkomme der Poetin Birgitte Christine Kaas (1682–1761), die mit Generalleutnant Henrik Jørgen Huitfeldt zu Elingård verheiratet war.

### Freiherren von Kaas

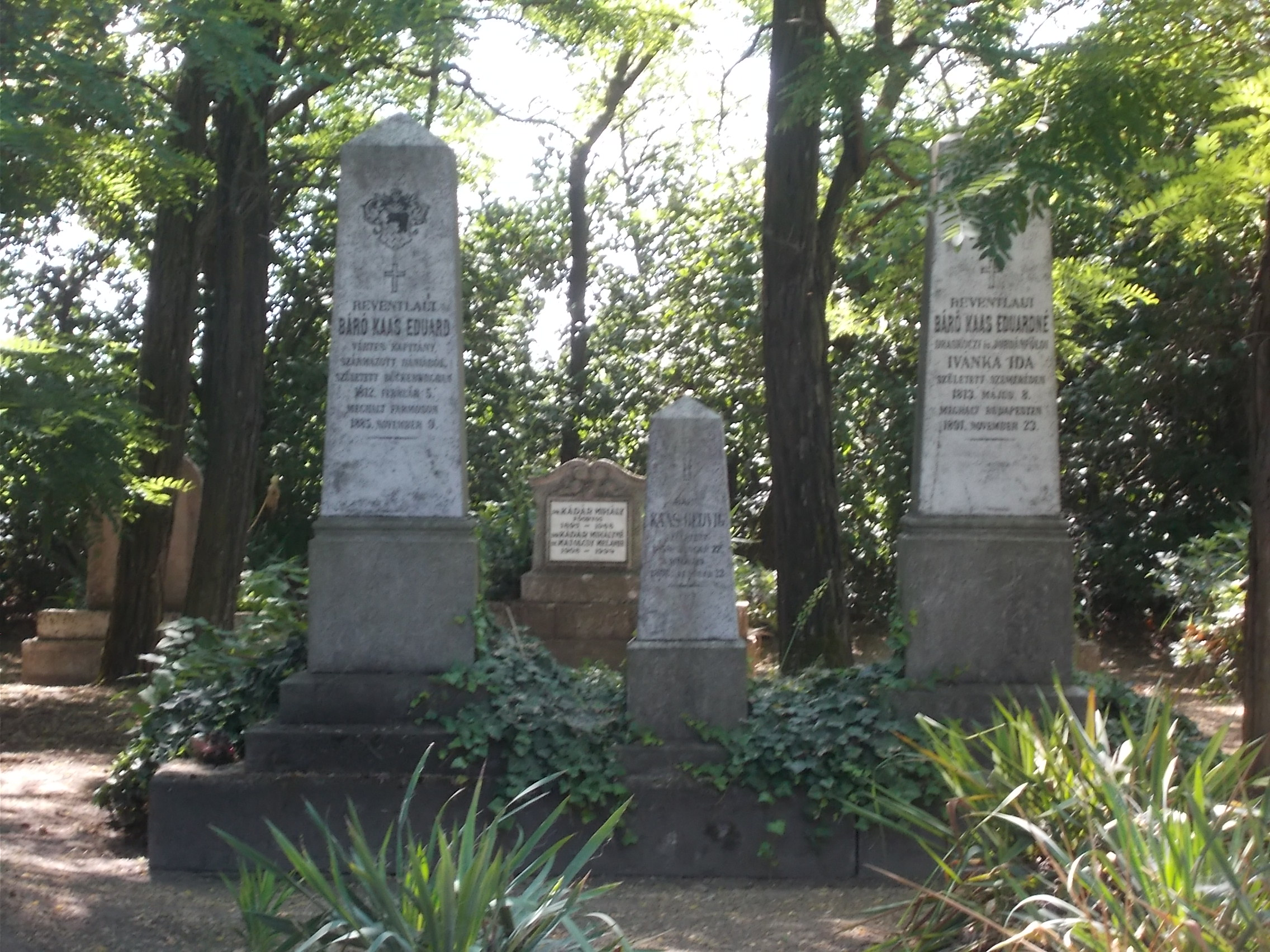
Grabsteine der Barone Kaas im ungarischen Farmos

Johannes Iver Kaas (1644–1718), Sohn des Jørgen Kaas (1617–1698), floh 1671 als Geächteter außer Landes. Er hielt sich eine Zeit lang am Hof Ludwigs XIV. in Paris auf, wo er zum Katholizismus konvertierte. Später fungierte er im Kurfürstentum Köln als Oberst und Bezirkshauptmann. Sein Urenkel war der Oberforstmeister und Hofmarschall Clemens August Freiherr von Kaas (1759–1832), der mit Juliane von Hessen-Philippsthal, Witwe des Grafen Philipp II. von Schaumburg-Lippe, den illegitimen Sohn Clemens von Althaus zeugte. Später heiratete er Magdalena Elisabeth Habicht. Der Ehe entstammte der Oberforstmeister und Kammerrat Georg Carl August Freiherr von Kaas (1805–1862), enger Vertrauter und Berater des Fürsten Georg Wilhelm zu Schaumburg-Lippe, der mit seiner Familie nach Amerika auswanderte.

## Wappen
- Wappen der Sparre-Kaas: In Silber ein roter Sparren. Auf dem Helm mit rot-silbernen Decken von Rot und Silber übereck geteilte, außen besteckte Büffelhörner.
- Wappen der Mur-Kaas: In Silber eine schrägrechte rote Mauer, oben mit drei Zinnen. Auf dem Helm mit rot-silbernen Decken und rot-silbernem Wulst zwei grüne Stauden mit jeweils drei silbernen Blüten außen.[9]

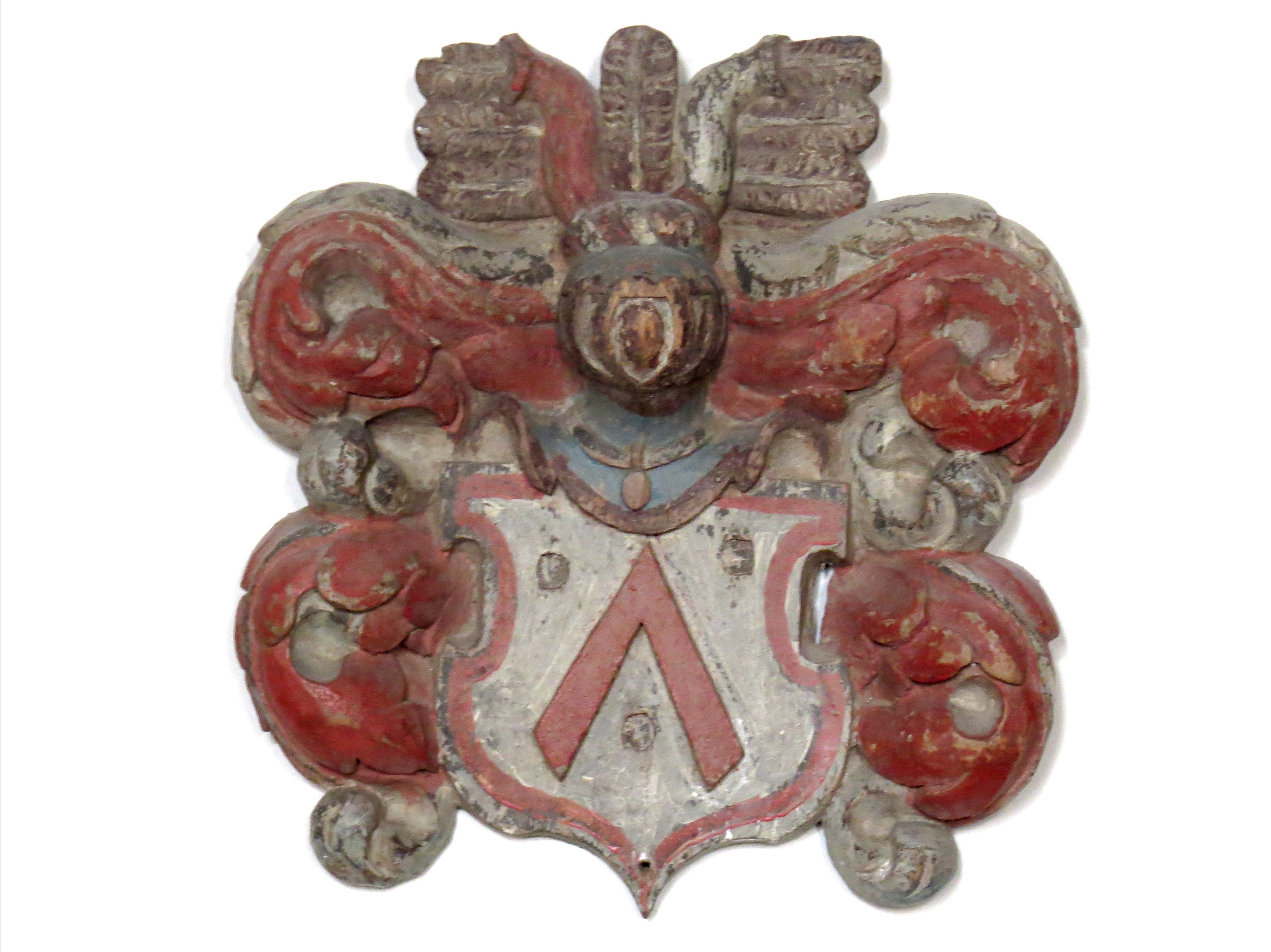
Wappen der Sparre-Kaas
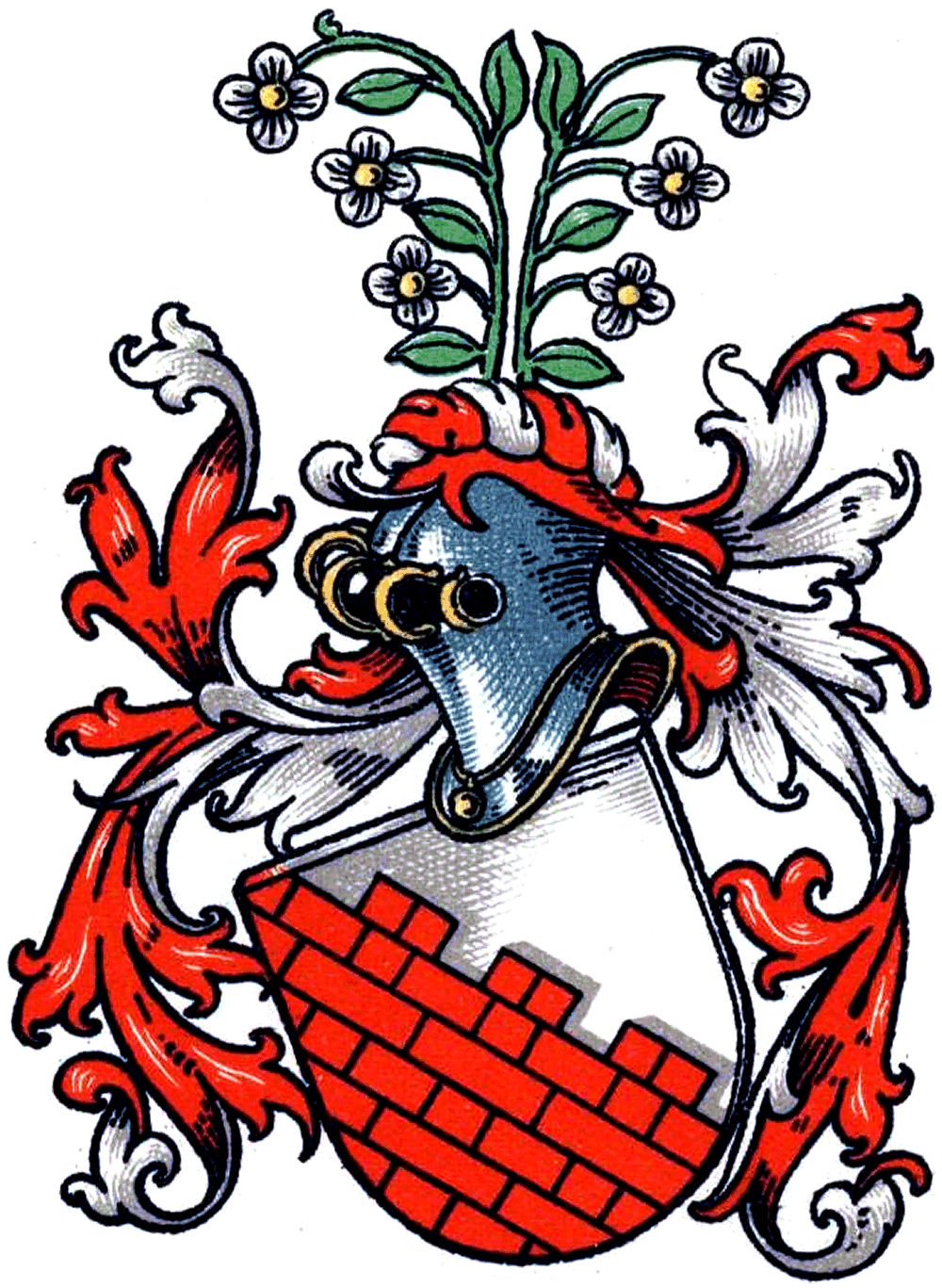
Wappen der Mauer-Kaas im Wappenbuch des Westfälischen Adels

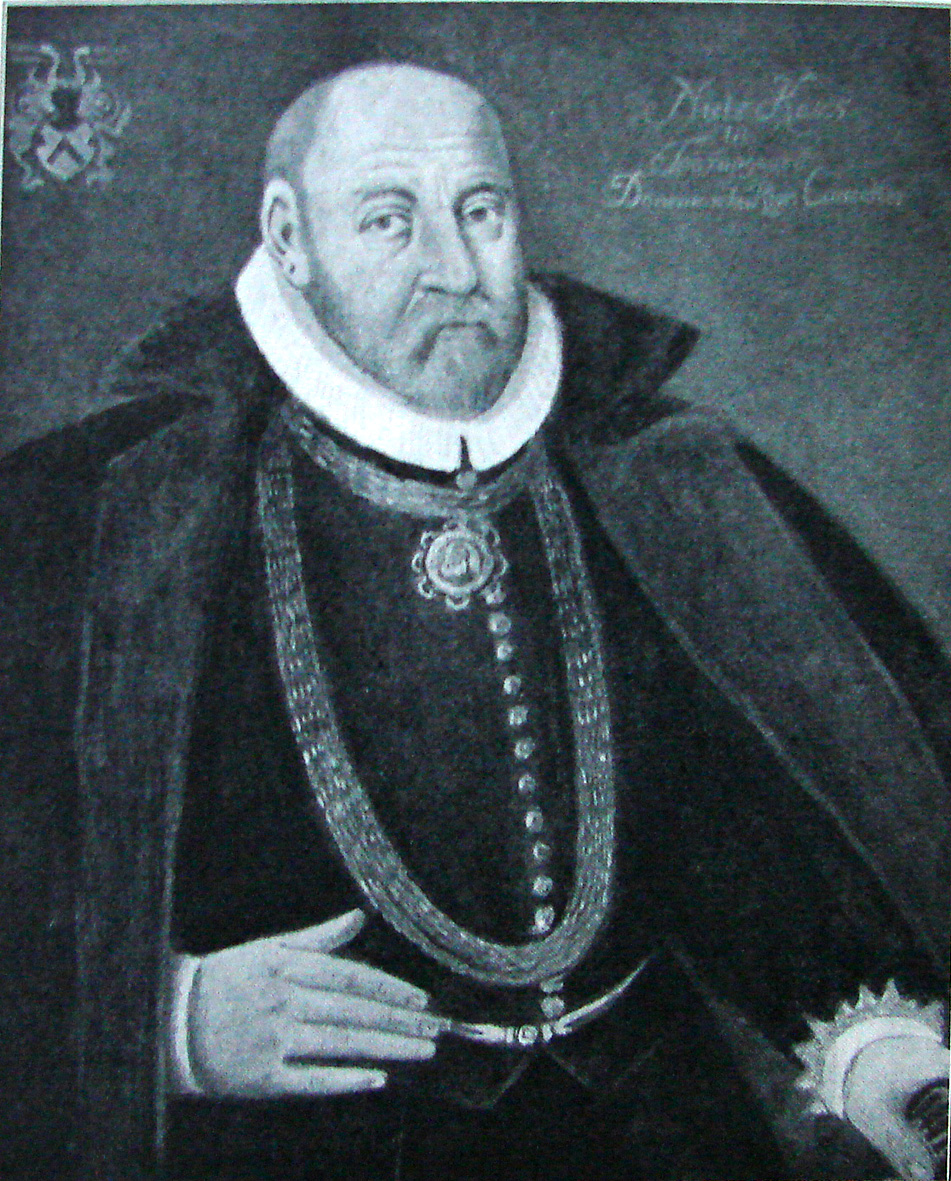
Niels Kaas

## Angehörige

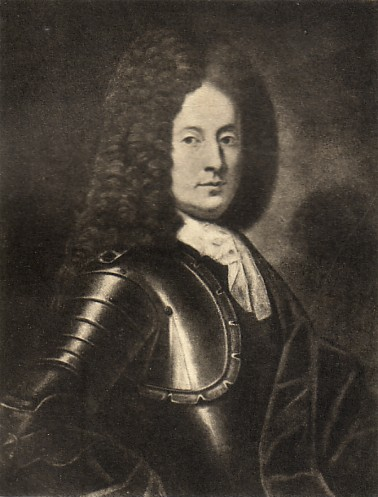
Ulrich Kaas

- Birgitte Christine Kaas (1682–1761), dänisch-norwegische Poetin, Kirchenlieddichterin und Übersetzerin
- Frederik Christian Kaas (1725–1803), dänischer Kammerherr und Admiral
- Frederik Christian Kaas (1727–1804), dänischer Kammerherr und Admiral
- Johann Ivar von Kaas (1644–1718), kurkölnischer Oberstleutnant und Bezirkshauptmann
- Niels Kaas (1535–1594), dänischer Politiker, Reichsrat und Kanzler
- Ulrich Kaas (1677–1746), dänischer Admiral und Stiftsmann zu Bergen
- Henrik Jørgen Huitfeldt-Kaas (1834–1905), norwegischer Genealoge, Heraldiker und Archivar